# 肥前さが幕末維新博覧会
肥前さが幕末維新博覧会（ひぜんさがばくまついしんはくらんかい、英語: Hizen Saga Bakumatsu-Meiji Restoration Expo）は、2018年3月17日から2019年1月14日までの304日間、佐賀県佐賀市を中心に開催された地方博覧会である。

## 概要
明治維新から150年を記念した博覧会で、佐賀の偉業や偉人を顕彰し、偉業を成し遂げた先人の「志」を今に活かし、未来に繋いでいくことを目的としている。
- 名称:肥前さが幕末維新博覧会（Hizen Saga Bakumatsu-Meiji Restoration Expo）
- キャッチコピー:「その時、佐賀は世界を見ていた。そして今、佐賀は未来を見ている。」
- 開催期間:2018年3月17日～2019年1月14日（304日間）
- 会場運営:肥前さが幕末維新博推進協議会
- 来場者数:224万人
- 目標来場者数:100万人

## 会場
- 幕末維新記念館（市村記念体育館・メインパビリオン）
- リアル弘道館（旧・古賀家）
- 葉隠みらい館（旧・三省銀行）
- ユージアムサガ
- オランダハウス[1]
- 佐賀城本丸歴史館
- 県立博物館・美術館
- ながさき幕末維新館
- 県立図書館
- 徴古館[2]
- 大隈重信記念館
- 佐賀バルーンミュージアム
- アート県庁[3]。